# Тохотинский сельсовет
Тохотинский сельсовет — административно-территориальная единица и муниципальное образование со статусом сельского поселения в Тляратинском районе Дагестана Российской Федерации.
Административный центр — село Тохота.

## Население
| 2002  | 2010  | 2012  | 2013  | 2014 | 2015  | 2016  |
| ----- | ----- | ----- | ----- | ---- | ----- | ----- |
| 730   | ↗913  | ↗945  | ↗961  | ↗974 | ↗1000 | ↗1005 |
| 2017  | 2018  | 2019  | 2020  | 2021 | 2023  | 2024  |
| ↗1032 | ↗1056 | ↗1075 | ↗1101 | ↘930 | ↗952  | ↗964  |

## Состав
| № | Населённый пункт | Тип населённого пункта       | Население |
| - | ---------------- | ---------------------------- | --------- |
| 1 | Саниорта         | село                         | ↗293      |
| 2 | Тохота           | село, административный центр | ↗637      |